# Kobersfelsen

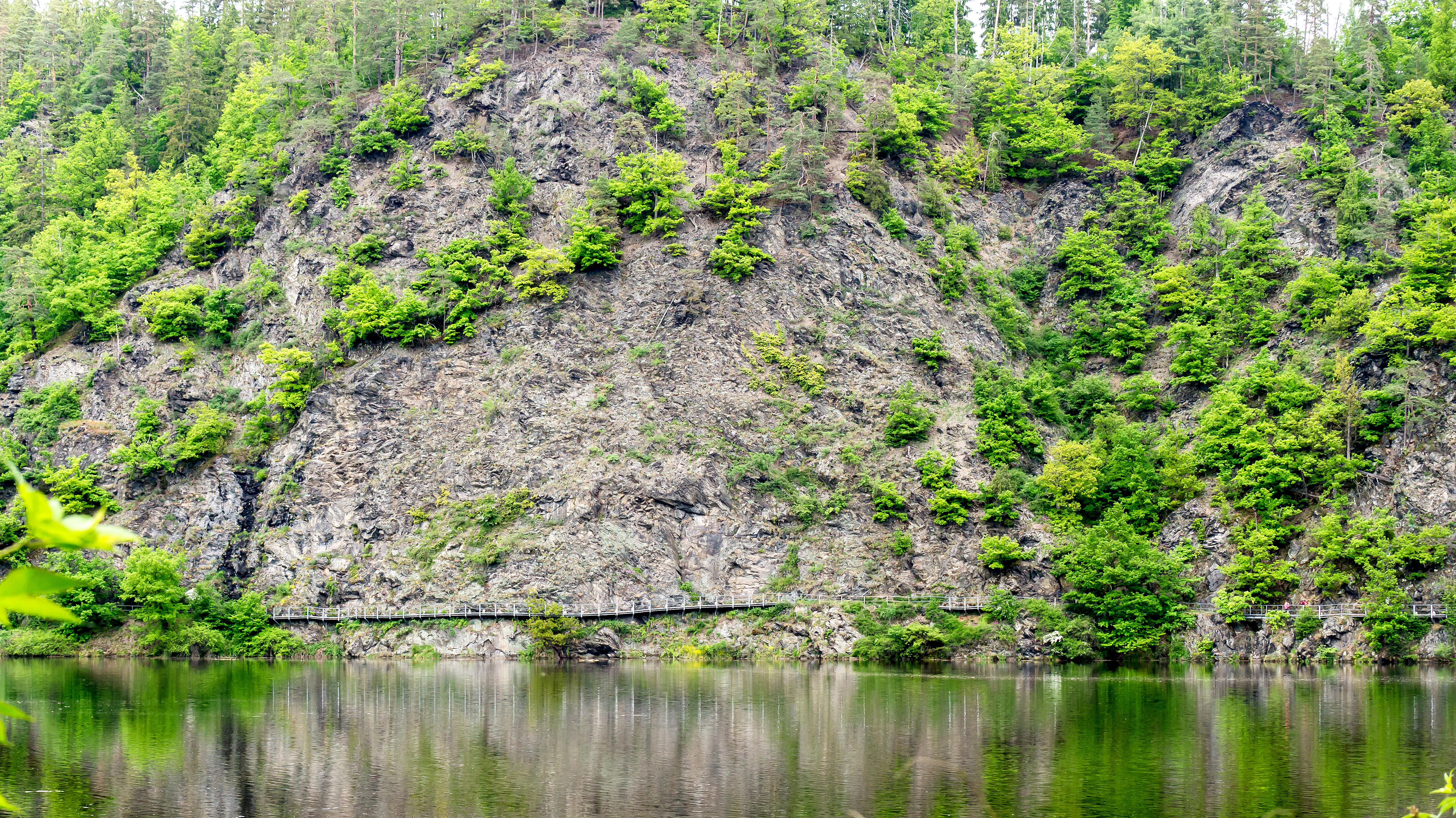
Blick über den Stausee auf den Kobersfelsen

Der Kobersfelsen (auch Koberfelsen) ist ein Felsen am Stausee Burgkhammer im Gebiet von Burgk (Stadt Schleiz) im thüringischen Saale-Orla-Kreis und eine typische Formation des Thüringer Schiefergebirges. Weiterhin handelt es sich um ein etwa sechs Hektar großes Naturschutzgebiet, und zwar aufgrund der in den Nischen und Spalten wachsenden Pflanzen. Das Naturschutzgebiet ist auch Bestandteil des über vier km² großen FFH-Gebietes Burgk-Bleiberg-Kobersfelsen (DE-5436-301).

## Herkunft des Namens
Nach einer Sage liebte Elisabeth, die Tochter des Herren von Burgk, den Ritter Kober, brachte aber nicht den Mut auf, sich zu ihrer Liebe zu bekennen. Deshalb gab sie bekannt, den Mann heiraten zu wollen, der mit seinem Pferd vom hohen Felsen über die Saale springen könne. Kober wagte dies und erreichte tatsächlich die andere Flussseite, aber sein Pferd brach dort zusammen und begrub ihn unter sich. Er starb in Elisabeths Umarmung, die daraufhin als Zisterzienser-Nonne ins Kloster Heiligkreuz bei Saalburg ging. Der Felsen aber wurde seitdem Kobersfelsen genannt.
Die in anderen Quellen behauptete Benennung nach dem Autor Julius Kober kann nicht zutreffen, da der Name des Felsens bereits im 19. Jahrhundert belegbar ist.

## Wege
Zu dem Felsen, der steil ins Wasser abfällt, führt ein Wanderweg entlang der Saale, Teil des Fernwanderwegs Eisenach-Budapest, damit des Europäischen Fernwanderwegs E3. Die Passage an seiner Wasserseite erfolgt auf einer Länge von etwa 150 m über einen am Felsen befestigten Hängesteg, etwa 3 m über der Wasseroberfläche. Dieser ist jedoch seit einem Steinschlag 2021 gesperrt. Pläne für eine Reparatur sowie für im Felsen zu verankernde Schutznetze liegen vor, mit einer Neueröffnung wird jedoch 2024 nicht mehr gerechnet.

## Naturschutzgebiet
Das 6 ha große Naturschutzgebiet Kobersfelsen entstand im September 1989 durch Beschluss des Bezirkstages Gera. Bestimmender Lebensraum sind neben Schlucht- und Hangmischwäldern Silikatfelsen und -kuppen mit Felsspalten- und Pioniervegetation. Für den Naturschutz maßgebliche Arten sind die Spanische Flagge und das Große Mausohr.